# Rugby Americas North Sevens Femenino
El Rugby Americas North Sevens Femenino es un torneo de selecciones de rugby 7 que se realiza en América desde 2005.
Es organizado por Rugby Americas North, el principal ente rector del deporte en la zona norte y centro de América.

## Campeonatos
| Edición | Año  | Sede              | Campeón        | Resultado   | 2º puesto         |
| ------- | ---- | ----------------- | -------------- | ----------- | ----------------- |
| I       | 2005 | Garrison Savannah | Estados Unidos | Robin Round | Trinidad y Tobago |
| II      | 2006 | Garrison Savannah | Estados Unidos | Robin Round | Jamaica           |
| III     | 2007 | Nassau            | Canadá         | Robin Round | Estados Unidos    |
| IV      | 2008 | Nassau            | Canadá         | 19 - 14     | Estados Unidos    |
| V       | 2009 | Ciudad de México  | Guyana         | Robin Round | Santa Lucía       |
| VI      | 2010 | Georgetown        | Guyana         | 14 - 12     | Trinidad y Tobago |
| VII     | 2011 | Bridgetown        | Canadá         | 38 - 0      | Jamaica           |
| VIII    | 2012 | Ottawa            | Canadá         | 46 - 0      | Trinidad y Tobago |
| IX      | 2013 | George Town       | Canadá         | 41 - 0      | México            |
| X       | 2014 | Ciudad de México  | México         | 40 - 5      | Trinidad y Tobago |
| XI      | 2015 | Cary              | Estados Unidos | 88 - 0      | México            |
| XII     | 2016 | Port of Spain     | Canadá         | 41 - 0      | Jamaica           |
| XIII    | 2017 | Ciudad de México  | México         | Robin Round | Guayana Francesa  |
| XIV     | 2018 | Saint James       | México         | 15 - 0      | Trinidad y Tobago |
| XV      | 2019 | George Town       | México         | 19 - 15     | Jamaica           |
| XVI     | 2022 | Nasáu             | Canadá         | 33 - 0      | México            |
| XVII    | 2022 | Ciudad de México  | México         | 33 - 12     | Jamaica           |
| XVIII   | 2023 | Langford          | Canadá         | 53 - 0      | México            |
| XIX     | 2024 | Arima             | México         | 19 - 12     | Jamaica           |

## Posiciones
- Número de veces que las selecciones ocuparon las dos primeras posiciones en todas las ediciones.

| Selección         | Campeón | 2º puesto |
| ----------------- | ------- | --------- |
| Canadá            | 8       |           |
| México            | 6       | 4         |
| Estados Unidos    | 3       | 2         |
| Guyana            | 2       |           |
| Trinidad y Tobago |         | 5         |
| Jamaica           |         | 6         |
| Santa Lucía       |         | 1         |
| Guayana Francesa  |         | 1         |